# 李思欣
李 思欣（シャーメイ・リー、1983年1月8日 - ）は、香港の女優。無綫電視所属。身長は165cm。

## 経歴
2002年、TBSで放送されていたバラエティ番組『ウンナンのホントコ!』内の恋愛企画、未来日記IX 「Secret Love」（内村光良脚本）に出演する。2004年、香港演芸学院を卒業。その後、女優となる。
李思欣の夫はリッキーファン（范振鋒）で、2012年に結婚しました。 

## 人物
趣味はダンス、歌を歌うこと、中国剣術、テニス、バドミントン、スカッシュ

## 出演

### テレビドラマ
- 赤沙印記@四葉草.2（2004年、TVB）
- 佛山贊師父（2005年、TVB）
- 識法代言人（2005年、TVB）
- 法證先鋒（2006年、TVB）
- 東方之珠（2006年、TVB）
- 乱世佳人（2006年、TVB）
- 凶城計中計（2007年、TVB）
- 奸人堅（2007年、TVB）
- 最美麗的第七天（2008年、TVB）
- 銀楼金粉（2008年、TVB）
- 捜神伝 （2008年、TVB）
- 仁心解碼（2009年、TVB）

### バラエティ番組
- ウンナンのホントコ!（2002年、TBS）
- 筋肉番付（2008年、TVB）
- 財智達人（2009年、TVB）

### CM
- Clean and Clear（2001年、香港）
- 早稻田日本語研修中心（2008年、香港）
- JEE金瑞典（2008年、香港）

### ミュージックビデオ
- ケルビン・クァン「守護者」
- パトリック・タン「戒不掉你」
- クォック・リックハン「笨過人」
- 梁靖琪「賤人」
- ヒンズ・チャン「他的故事」